# Yasin Silimi
Yasin Silimi es un deportista argelino que compitió en judo. Ganó tres medallas en el Campeonato Africano de Judo entre los años 1996 y 2000.

## Palmarés internacional
| Campeonato Africano | Campeonato Africano    | Campeonato Africano | Campeonato Africano |
| Año                 | Lugar                  | Medalla             | Categoría           |
| ------------------- | ---------------------- | ------------------- | ------------------- |
| 1996                | Sudáfrica (Sudáfrica)  | Medalla de oro      | –86 kg              |
| 1997                | Casablanca (Marruecos) | Medalla de plata    | –86 kg              |
| 2000                | Argel (Argelia)        | Medalla de plata    | Abierta             |